# Baldwin (Louisiana)
Baldwin è un comune degli Stati Uniti d'America, situato nello Stato della Louisiana, in particolare nella parrocchia di St. Mary.